# Torsk
Torsk (Gadus morhua) är en fiskart i familjen torskfiskar som förekommer i norra Atlanten, från Nordamerikas östkust och vattnen utanför södra Grönland och kring Island till vattnen kring Brittiska öarna, norra Frankrike och Nordsjön. Från Nordsjön förekommer torsk norrut till Spetsbergen, Björnön, Barents hav och Vita havet, och österut från Nordsjön i Skagerrak, Kattegatt och Östersjön.
Torsk är en av de viktigaste matfiskarna och har stor ekonomisk betydelse inom fisket. Den fiskas ofta med trål eller garn, men även andra fiskemetoder som med krok förekommer. Den kan säljas färsk, djupfryst, eller torkad och saltad som klippfisk eller torkad stockfisk. Fiskens rom och lever kan säljas som delikatesser. Högt fisketryck under lång tid har lett till att bestånden av torsk i en del områden minskat och att de hotas av överfiske. Internationella naturvårdsunionen (IUCN) rödlistar arten globalt som sårbar. 
Namnet "torsk" kommer sannolikt från ordet "torr", eftersom den i äldre tider ofta nådde konsumenterna först i torkad form.

## Utseende
Torsken har en överkäke som är något mer utskjutande än underkäken, vilket ger fisken en något utskjutande nos. Huvudet är proportionellt sett stort med små ögon. Munnen är nedåtriktad och på hakan finns en kraftig skäggtöm. Unga fiskar är slanka men i takt med att de växer till blir kroppen allt grövre. Kroppen är som högst vid den främre ryggfenan och smalnar av mot stjärten. Torsken har svagt konvex rygglinje och tre ryggfenor, varav de två bakre är symmetriskt placerade med analfenorna. Den främsta ryggfenan är lite längre än de andra ryggfenorna. Spetsarna på ryggfenorna och analfenorna är rundade eller trubbiga. Stjärtfenan är tvärt avskuren med rak eller svagt konvex bakkant. Dess bukfenor har en förlängd andra fenstråle. Sidolinjen är ljus och buktar uppåt på kroppens främre del. Fjällen är små och tunna.
Färgteckningen hos torsk varierar en del, beroende på miljön som fisken lever i, men ofta är huvudet, ryggen och kroppssidorna mörkare och småfläckiga med mörka små fläckar på ljusare botten. Fläckarnas form är oregelbunden och detta kan göra att helhetsintrycket blir att fisken har en marmorerad färgteckning. Beroende på bestånd kan fiskarna vara brunaktiga, ibland med en grön anstrykning eller grå och det förekommer även exempel på bestånd som är närapå gulvita (i Skagerak) eller rödbruna (som bergtorsken vid Sveriges västkust) eller mörka och nästan svarta i färgen. I regel är mer stationära bestånd mörkare i färgen än vandrande bestånd som oftast är ljusare i färgen. Undersidan av kroppen, buken, är ljust och vitaktig, liksom bukfenorna. Ryggfenor, stjärtfena, bröstfenor och analfenor har en färg som liknar den på angränsande kroppsdelar.
Torsken är den största arten i familjen torskfiskar. Maxlängden för arten är 200 centimeter. På grund av det höga fisketrycket är dock så stora torskar numera sällsynta, eftersom individerna sällan hinner växa till full storlek innan de fångas. En längd på omkring 100 till 120 centimeter är idag mer normalt för stora torskar i ej överfiskade bestånd. I Atlanten kan den ibland nå en längd på 180 centimeter. Torsk i Östersjön är generellt mindre än den i Atlanten.

## Taxonomi
Det finns några beskrivna underarter av torsk men ibland behandlas dessa eller vissa av dem som synonymer och erkänns inte som underarter. Det är möjligt att det snarare än egentliga underarter är frågan om olika bestånd som har anpassat sig till olika miljöer. Östersjötorsken förs ibland till en egen underart, Gadus morhua callarias, liksom exempelvis torsken från Vita havet som beskrivits som Gadus morhua marisalbi, den ovanliga Kildintorsken från Kildinön som fått namnet Gadus morhua kildensis och atlanttorsken Gadus morhua morhua som förekommer i Atlanten och norrut till Barents hav.

## Ekologi
Atlantisk torsk företar årliga vandringar till fortplantningsområdena. Östersjötorsk och littoral torsk är mer stationär. Lek i Östersjön liksom i Atlanten och Nordsjön sker under olika perioder i olika områden. Lekperioden är den enda tid då torsken samlas i större stim. Befruktningen sker i ytvattnet. Könsmognaden kan komma så tidigt som vid två års ålder, men oftast kommer den senare, upp till vid fyra eller fem års ålder.
Torsken är en rovfisk som äter andra fiskar som sill, lodda och tobis, men även kräftdjur och musslor och andra bottenlevande ryggradslösa djur. Unga torskar tar mindre föda och lever främst på kräftdjur. När de blir större och äldre ökar inslaget av fisk i dieten och fisk är den främsta födan för fullvuxna torskar. Vanligen påträffas torsk från kusten ner till 500-600 meters djup. Den färdas helst i anslutning till bottnen men kan även uppträda pelagiskt (fritt simmande). Livslängden antas ligga omkring 25 år.

## Fiske, ekonomi och miljö

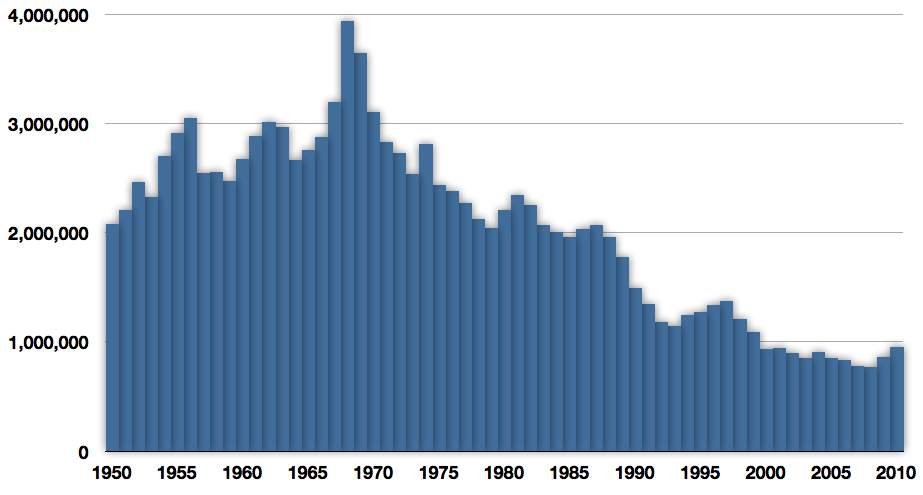
Global fångst av atlantisk torsk i ton rapporterad av FN:s livsmedels- och jordbruksorganisation, 1950–2010

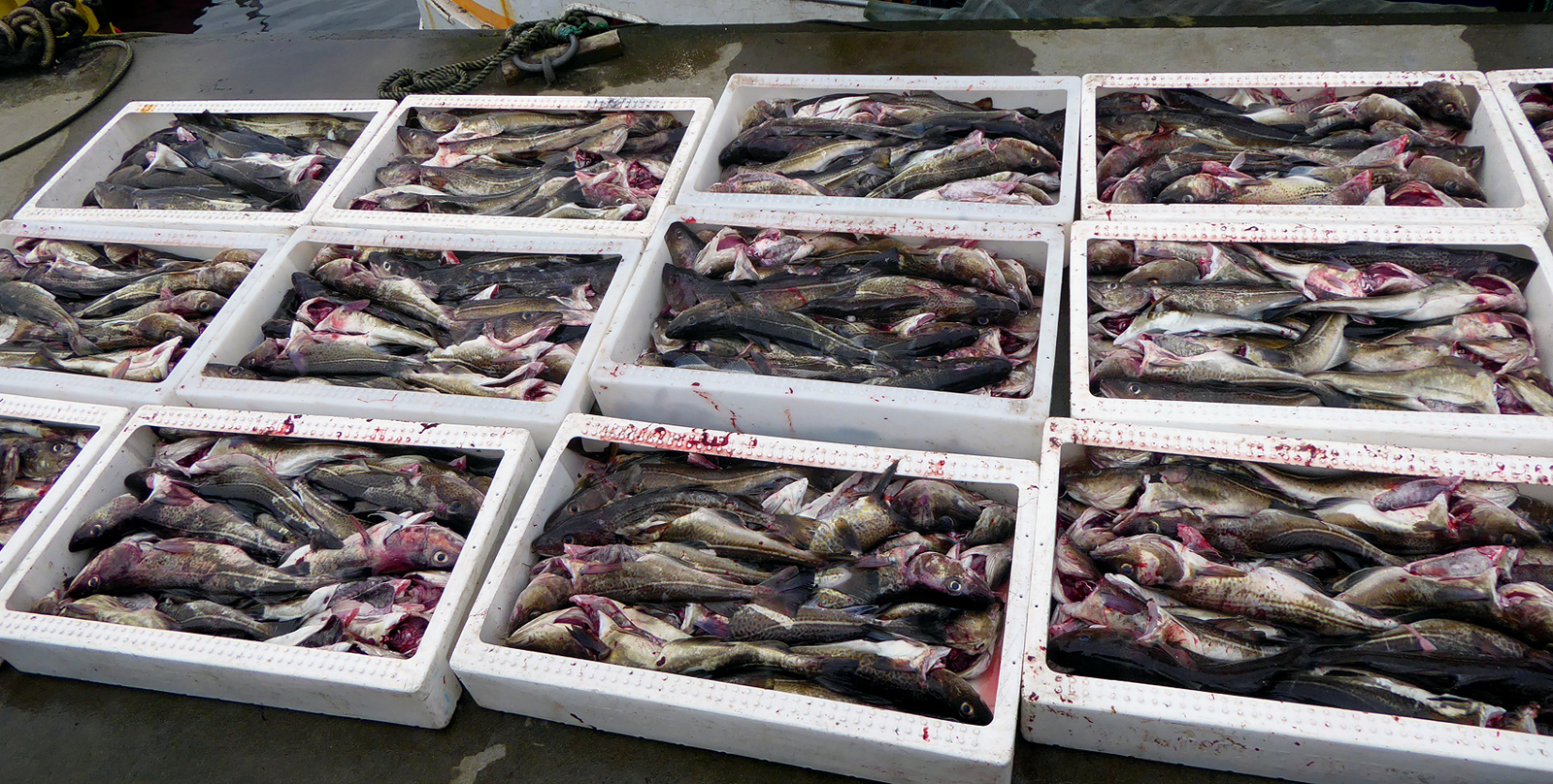
Nyfångad och rensad torsk, 30 kilo i var låda. Ystads småbåtshamn 5 april 2018.

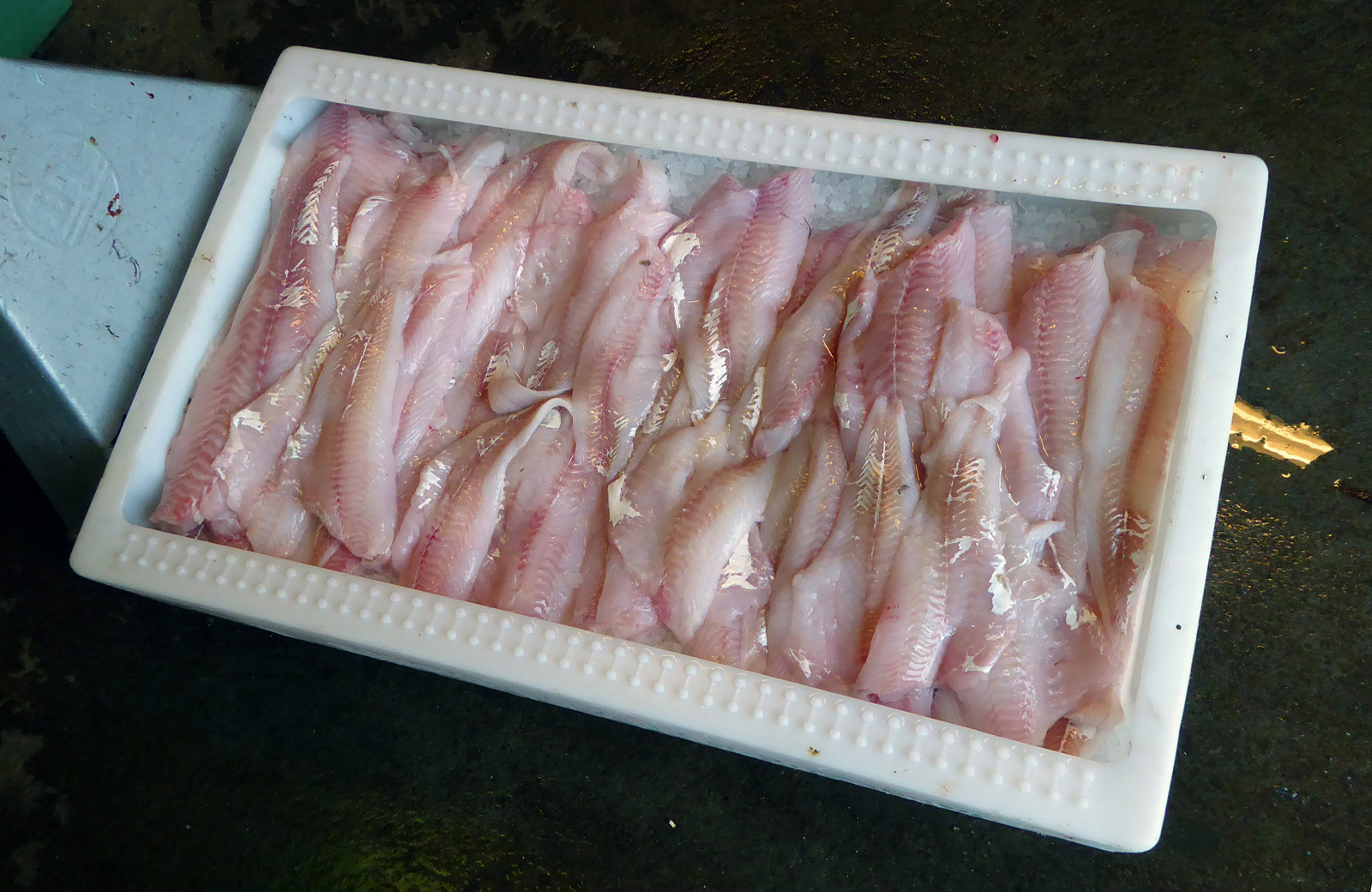
Torskfiléer.

Torsken är en viktig kommersiell fiskart och bestånden har skattats mycket hårt under senare delen av 1900-talet. Det har lett till en kraftig nedgång eller kollaps för vissa bestånd, något som har påverkat yrkesfisket och fiskenäringen negativt. Statistik från FN:s livsmedels- och jordbruksorganisation (FAO) visar en betydande minskning av fångsten efter 1970-talet och fram till tidiga 1990-talet. 
Internationella naturvårdsunionen rödlistar torsken globalt som sårbar. Alltför högt fisketryck är den främsta orsaken till att torsken blivit hotad i många områden. Utvecklingen av större och effektivare fiskefartyg och fiskeredskap är en viktig faktor för att fisketrycket ökat. Internationella Havsforskningsrådet ger råd om fiskekvoter för hotade bestånd. Genom fiskerikontroll tillses att gällande lagar och regler om bland annat minimått och fångstkvoter följs.
I en del havsområden där det finns livskraftigare torskbestånd förekommer torskfiske som är märkt som hållbart, exempelvis av Marine Stewardship Council. 
En del miljöorganisationer har i perioder uppmanat konsumenter att inte äta torsk, som en gräsrotsåtgärd för torskens väl. Världsnaturfonden har upprättat en fiskeguide som avråder konsumenter från att köpa fisk från bestånd som är hotade och istället väja fisk från mer hållbart fiskade bestånd.

### Grand Banks - ett exempel på överfiske
Under 1970-talet befann sig torskbestånden i de tidigare så rika fiskevattnen öster om Kanada (Grand Banks) i en kritisk situation efter flera års överfiske. Men det hårda fisketrycket minskades inte trots en tydligt dalande tendens i bestånden och minskade fångsterna. Till slut kollapsade torskbestånden. När fisket till sist stoppades för att försöka rädda bestånden lyckades torsken trots detta inte återetablera sig, då överfisket förändrat områdets ekosystem. Den spillra av torsk som fanns kvar minskade istället för att öka.
Grand Banks har tjänat som exempel på komplexiteten i marina ekosystem generellt.

## Östersjötorsken
Torsken är väletablerad i Östersjön och havets viktigaste rovfisk. Den delas upp i det östra och västra beståndet. Båda bestånden har minskat kraftigt.

## Galleri

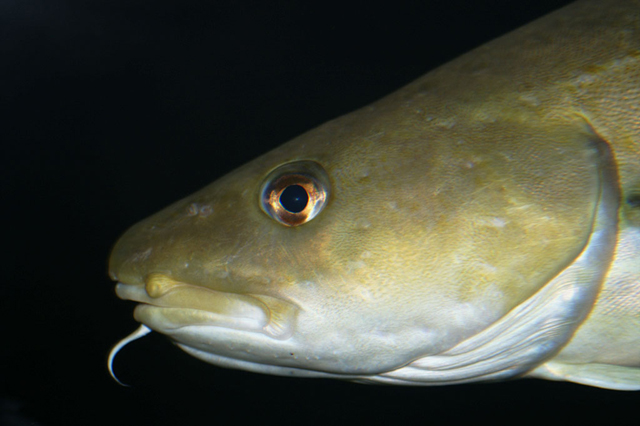
Närbild på huvudet av en torsk.
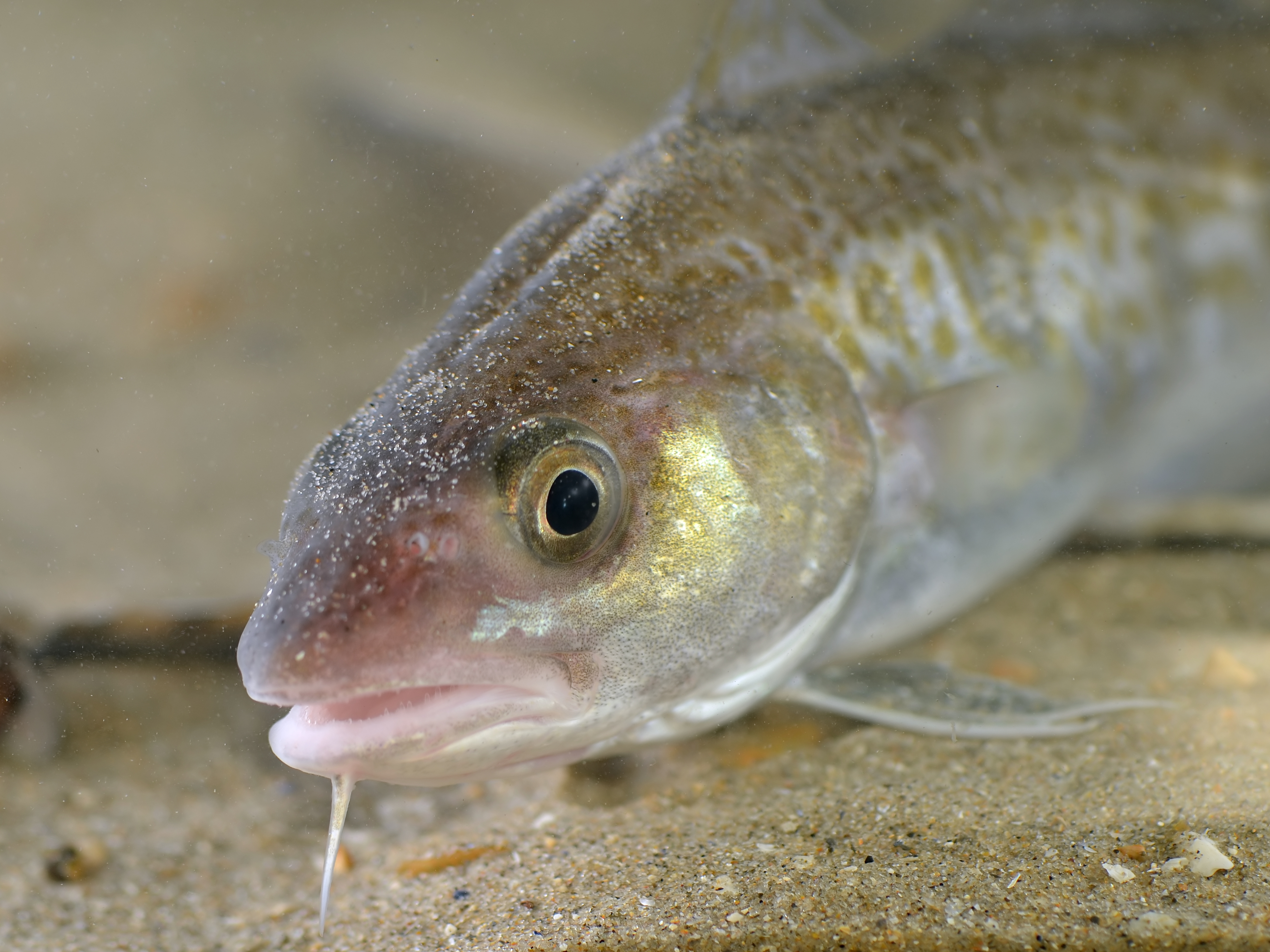
Huvudet på en yngre torsk.
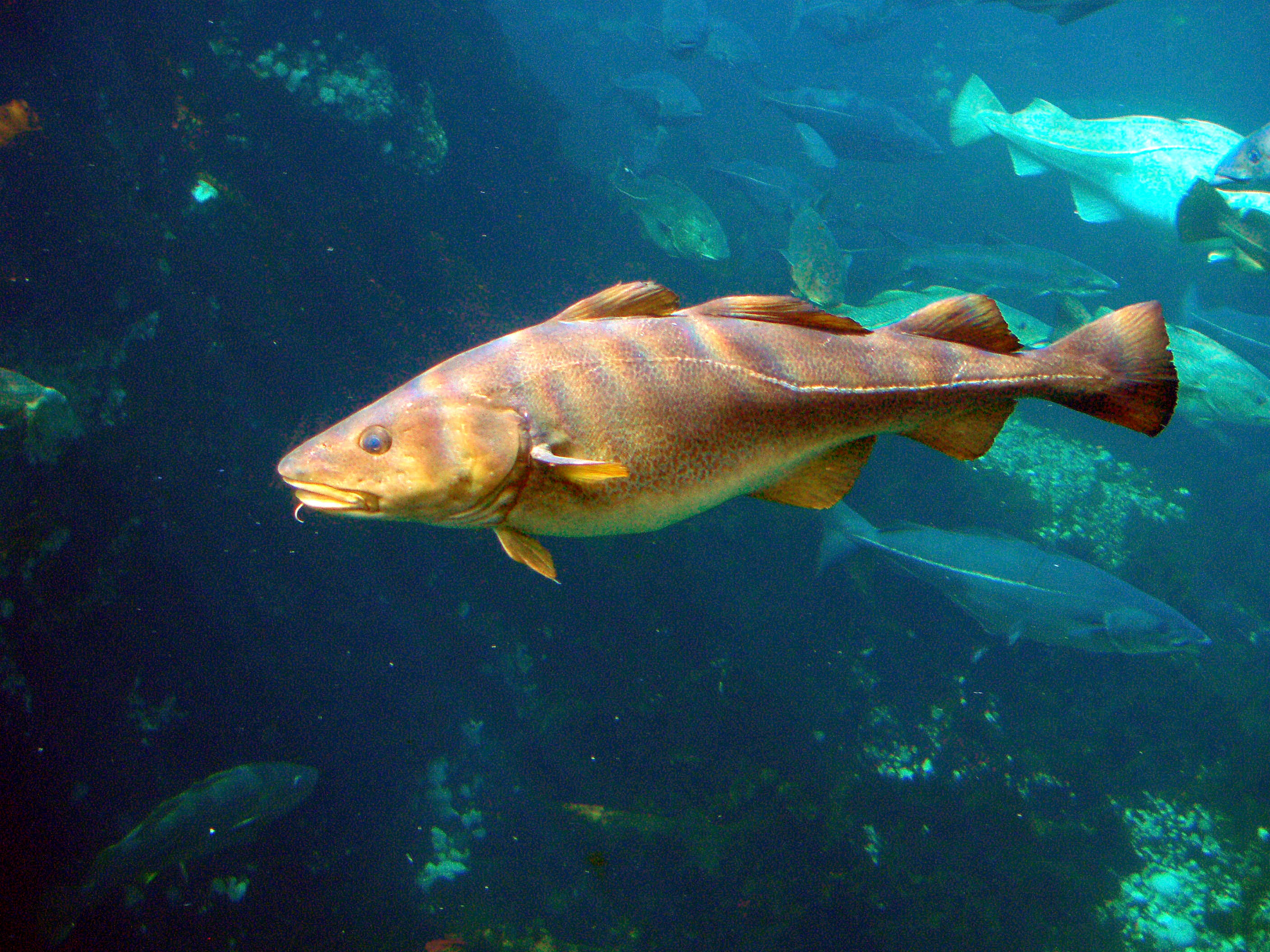
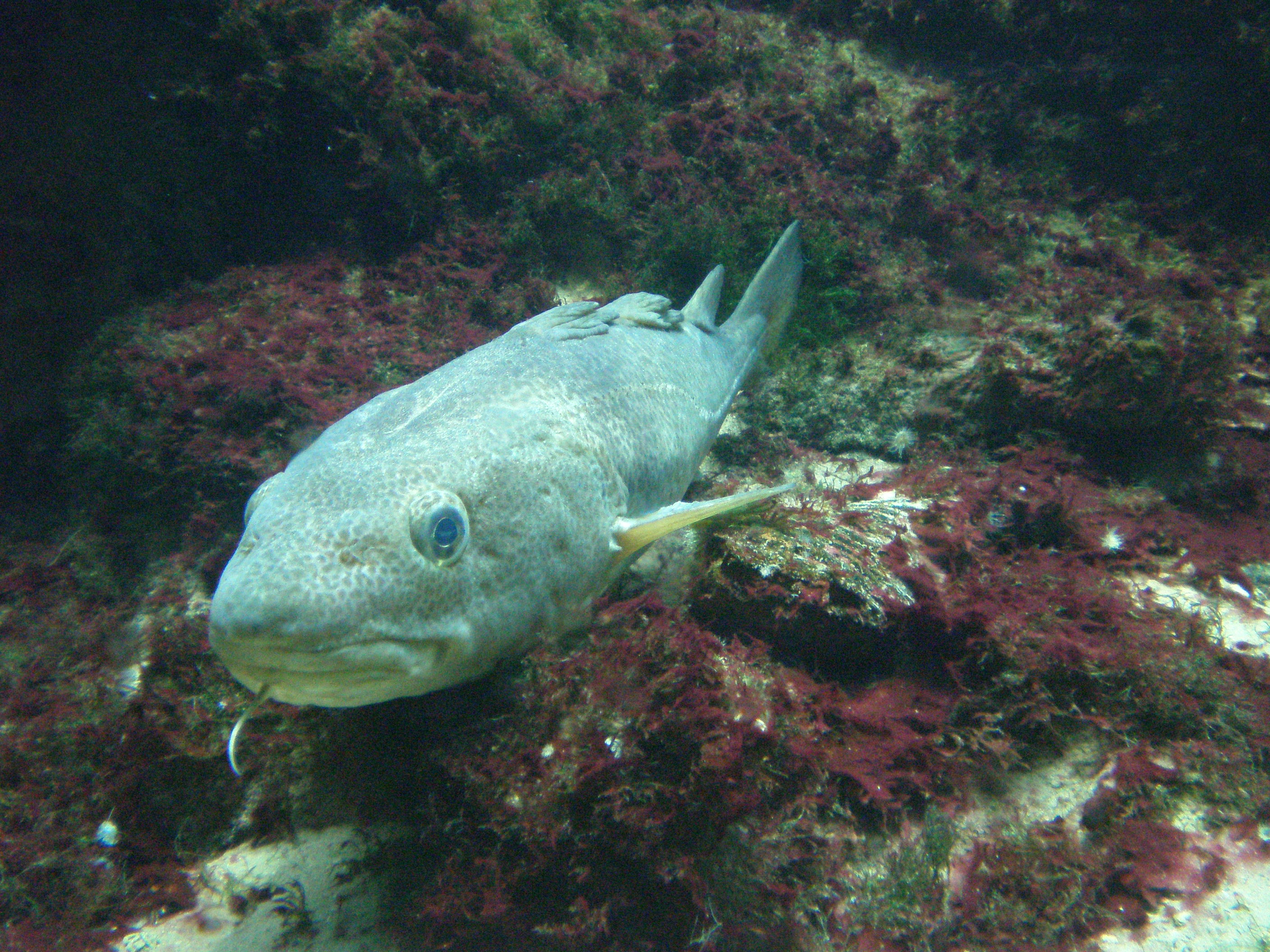